# Унгер, Роберто Мангабейра
Роберто Мангабейра Унгер (род. 24 марта 1947) — левый социальный теоретик, экономист, философ, политик и один из основоположников критической теории в праве (en:Critical legal studies), работавший в Бразилии и США.
Его произведения (Унгер — автор более двух десятков книг) посвящены поиску альтернатив современной социальной, политической и экономической структуре неолиберального капитализма. Роберто Унгер принимал активное участие в политической жизни Бразилии и всего мира, организовывая продвижение государственных и мировых альтернатив.

## Биография
Роберто Унгер получил образование на юридическом факультете Гарварда, в 23 года начал преподавать, а в 29 лет стал самым молодым обладателем должности постоянного профессора («tenure») за всю историю Гарвардской школы права. Он преподавал у многих представителей североамериканской элиты, включая Барака Обаму, у которого Унгер вёл юриспруденцию и основы демократии.
С 1970 г. Унгер активно вовлечён в политическую жизнь. Он участвовал в борьбе социальных движений против военной диктатуры в Бразилии. Он также был одним из основателей и автором учредительного манифеста Партии бразильского демократического движения 1980 года. Унгер рассчитывал, что эта партия объединит прогрессивных либералов и некоммунистических левых, но на деле сильнейшим в ней оказалось консервативное течение, и он перешёл в Демократическую рабочую партию, тесно работая с её лидером Леонелем Бризолой.
Унгер организовывал президентские кампании Леонела Бризолы и Сиро Гомеса, баллотировался в палату депутатов и дважды был кандидатом в президенты. В 1983 году Бризола, во второй раз ставший губернатором Рио-де-Жанейро, назначил Унгера главой образовательного ведомства, где тот провёл реформы для улучшения жизни бездомных детей и детей-сирот. На президентских выборах 1989 года он снова был в команде кандидата Бризолы, занявшего третье место, а во втором туре Бризола и Унгер поддержали Луиса Инасиу да Силву (Лулу) против победившего в итоге Фернанду Колора ди Мелу. В 1998 и 2002 годах Унгер работал с кандидатом Социалистической народной партии Бразилии Сиро Гомесом. В 1990-х Унгер совместно с Хорхе Кастанедой, бывшим членом мексиканской компартии и будущим членом правоцентристского правительства, был инициатором встреч латиноамериканских политиков и аналитиков, противостоящих неолиберальному Вашингтонскому консенсусу.
В 2007—2009 гг. Роберто Унгер занимал пост Министра стратегического планирования Бразилии в администрации Президента Лулы, хотя ранее в своих статьях называл его администрацию «самой коррумпированной в бразильской истории». Унгер разработал законодательные и политические программы в сферах экономического развития, образования, становления гражданского общества, институционального развития. Он провел реформы образовательной системы и трудового законодательства Бразилии. В образовании Унгер фокусировался на развитии познавательных и аналитических навыков человека в противовес формированию минимума рабочих умений, имеющих спрос на рынке; в трудовых отношениях Унгер защищал положение разных видов временных работников. Наиболее резонансным законотворческим проектом Унгера стала полномасштабная концепция развития региона Амазонки. В июне 2009 года Унгер оставил работу в правительстве и вернулся преподавать в Гарвард. Во время предвыборной кампании 2008 года он поддерживал тесную связь с кандидатом в президенты США Бараком Обамой, но был серьёзно разочарован политическим курсом администрации своего бывшего студента.
Философия Унгера основана на убеждении, что социальный мир целиком — это творение человечества, порожденное его воображением. Таким образом, право, по Унгеру, оказывается проекцией институционального мышления, а экономика представляется как постоянное поле поиска и инноваций, на котором непрерывно возникают разнообразные комбинации человеческих и материальных ресурсов.
Политические идеи Унгера связаны с концепцией пластичности общества: оно изменяется само, непрерывно и постепенно, путём экспериментов в отдельных областях, но не существует определенного и конкретного драйвера, от которого исходят изменения. Права собственности, либеральная демократия, оплата труда для Роберто Унгера являются историческими атрибутами, не связанными с целями свободной и успешной деятельности человека. В книгах он стремится объяснить явления социальной, политической и экономической деятельности человека и освободить их от привязанности к государству. Таким образом, по его мнению, человек сможет реализовать весь свой потенциал и, по его словам, «сделается более богоподобным».
Для Унгера рынок, государство и социальная организация не должны предопределяться ведомственными решениями, но быть открытыми для экспериментов и перестройки в зависимости от того, какая структура приносит больше полномочий человечеству. В большинстве своих работ Унгер стремится предложить альтернативную общественную и политическую модель для освобождения человечества от давления социальной иерархии и изжития экономического рабства.
Унгер более не принимает участия в оппозиционной политике Бразилии, пытаясь воплотить свои идеи альтернативного государства.
11 декабря 2012 г. в Киеве в помещении Национального университета «Киево-Могилянская академия» Роберто Унгер выступил с публичной лекцией на тему «Украина, Европа и левые». Организатором лекции стало общественное движение Студреспублика.
14 декабря 2012 г. в Москве в помещении Высшей школы экономики Роберто Унгер выступил с открытой лекцией «Национальное возрождение России, её интеллектуалы и мир».

## Публикации
- Интервью — Роберто Мангабейра Унгер, философ
- Роберто Унгер: экономика против экономики
- О необходимости революции в экономике
- Украина, Европа и левые